# Goran Svilanović

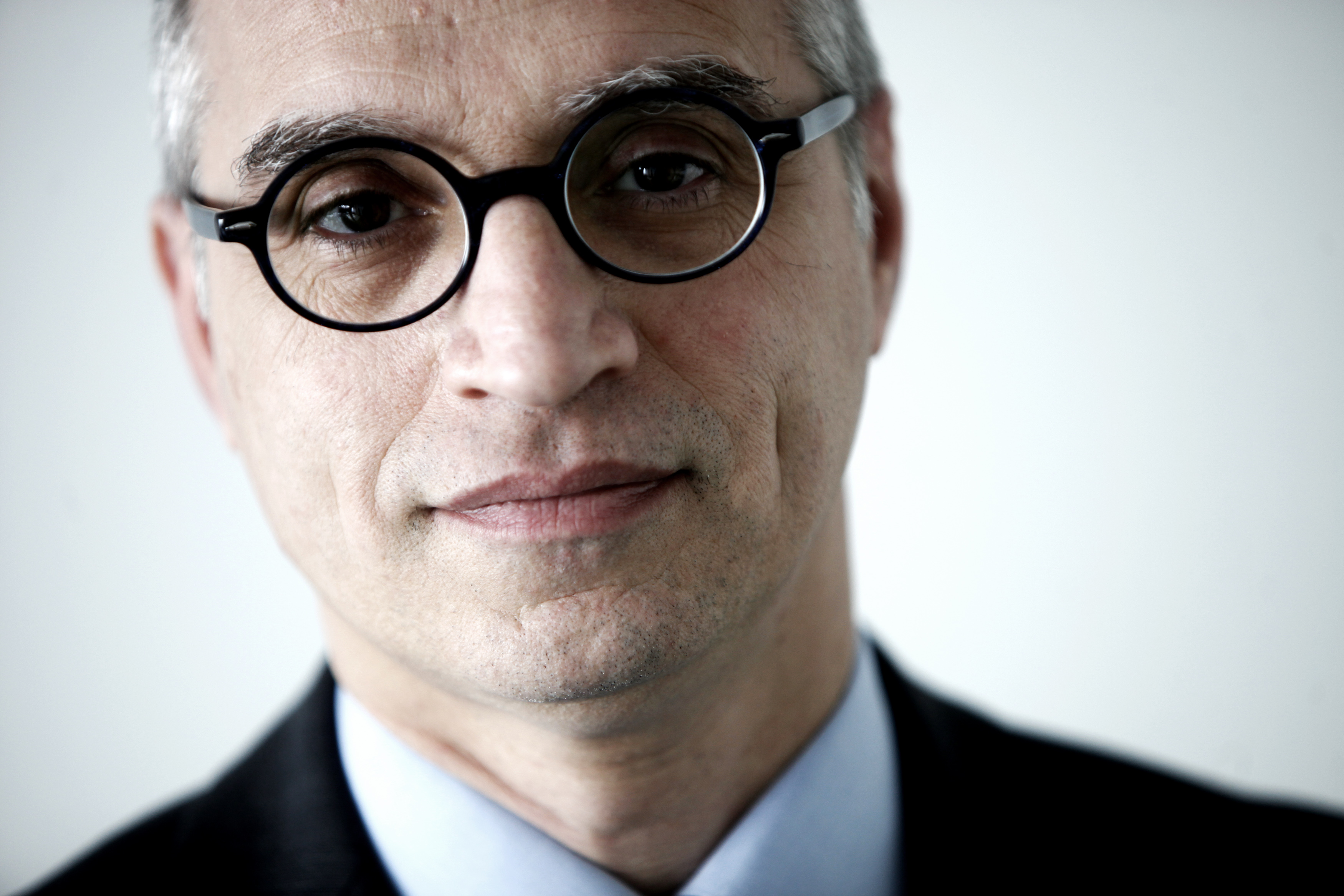
Goran Svilanović (2013)

Goran Svilanović (* 1963 in Gnjilane, SAP Kosovo, Jugoslawien) ist ein serbischer Politiker und ehemaliger Außenminister der Bundesrepublik Jugoslawien.

## Leben
Er schloss 1987 an der Universität Belgrad ein Studium der Rechtswissenschaften ab. Von 1989 bis 1998 war er Assistent an der juristischen Fakultät der Universität Belgrad, während dieser Zeit absolvierte er mehrere Auslandsaufenthalte, unter anderem an der Universität des Saarlandes (1991) und an der European Peace University Private Universität in Österreich (1994). Im Jahr 2008 promovierte er an der Universität Belgrad.
Seit 1989 engagierte er sich in Friedens- und Menschenrechtsorganisationen. 1995 bis 1999 war er Vorstandsmitglied sowie Vorsitzender des Menschenrechtsausschusses des Belgrader Antikriegszentrums. Er war Mitglied der linksliberalen Partei Građanski savez Srbije und in den Jahren 1999 bis 2004 deren Parteivorsitzender. Von 2000 bis 2004 war er Außenminister der Bundesrepublik Jugoslawien. Danach gehörte er dem serbischen Parlament an. Auf seine Initiative hin rief Vojislav Koštunica die Kommission für Wahrheit und Versöhnung ins Leben.
Von 2008 bis 2012 war er bei der Organisation für Sicherheit und Zusammenarbeit in Europa in Wien als Koordinator für Wirtschaft und Umwelt tätig.
Vom 1. Januar 2013 bis 31. Dezember 2018 war er Generalsekretär des Kooperationsrats für Südosteuropa in Sarajevo.

## Werke
- "Die Serben haben Europa gewählt". Der serbische Politiker Goran Svilanović über das Ende der Ära Koštunica und neue Strukturen für das unabhängige Kosovo, in: Internationale Politik, Band 63, Juni 2008, S. 44–48
- (als Herausgeber, mit Wolfgang Petritsch und Christophe Solioz): Serbia Matters: Domestic Reforms and European Integration, 2009 (ISBN 978-3832945848)